# Laurent Magnaval

a Compétitions nationales et continentales officielles uniquement.

b Matchs officiels uniquement.
Dernière mise à jour le 11 juin 2020.
Laurent Magnaval, né le 24 mars 1991 à Rosny-sous-Bois (Seine-Saint-Denis), est un joueur français de rugby à XV qui évolue au poste de demi de mêlée.

## Biographie
Laurent Magnaval fait ses débuts avec le club de Rugby Nice Côte d'Azur en 2001. En 2006, il rejoint le centre de formation toulonnais et joue avec l'équipe espoir du club. Il représente l'avenir du club varois au poste de demi de mêlée. En 2010 il est intègre l'équipe professionnelle en raison de la blessure de Fabien Cibray et devient la doublure de Pierre Mignoni. Il dispute plusieurs matchs, remplaçant aussi Matthew Henjak notamment lors des matchs de poule de la Coupe d'Europe contre le Munster et les Ospreys.
Après un prêt au Stade Montois, il signe au Racing Métro 92, où il dispute 13 matchs en 2 saisons. Il signe en 2015 à Biarritz où il devient la doublure de Maxime Lucu (30 matchs en 2 saisons dont 11 titularisations). Non conservé, il s'engage pour Albi en Fédérale 1. Après trois saisons, il s'engage à La Seyne-sur-Mer.

## Carrière

### En club
- 2001-2006 : Rugby Nice Côte d'Azur
- 2006-2012 : RC Toulon
- 2012-2013 : Stade Montois
- 2013-2015 : Racing Métro 92
- 2015-2017 : Biarritz olympique
- 2017-2020 : SC Albi
- Depuis 2020 : US seynoise

## Palmarès

### En club
- Champion de France Espoirs 2014-2015 avec le Racing Club de France
- Demi-finaliste de Pro D2 2016-2017 avec Biarritz

### En équipe nationale
- Équipe de France des - de 20 ans 2010.
- Équipe de France des - de 19 ans 2009.
- Équipe de France des - de 17 ans.